# 스코투스주의

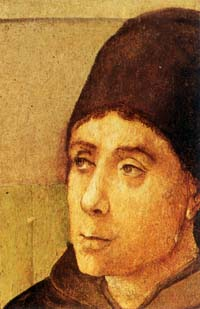
둔스 스코투스

스코투스주의(Scotism)는 13세기 철학자이며 신학자인 둔스 스코투스의 사상을 말한다.  
이 사상은 중세시대를 지배하였으며, 토마스 아퀴나스주의가 그 뒤를 따랐다.  아리스토텔레스주의를 잘 사용했으며, 날카로운 비평을 활용하여, 후에 아퀴나스주의와도 논쟁을 벌였다. 
21세기의 스코투스주의자로는 윌리엄 레인 크레이그가 있다.